# Список соборов Эстонии

## Эстонская православная церковь Московского патриархата
| Собор                        | Епархия            | Изображение | Город  | Дата      | Комментарий |
| ---------------------------- | ------------------ | ----------- | ------ | --------- | ----------- |
| Александро-Невский собор     | Таллинская епархия |             | Таллин | 1895—1900 |             |
| Нарвский Воскресенский собор | Нарвская епархия   |             | Нарва  | 1890—1896 |             |

## Эстонская апостольская православная церковь
| Собор                | Епархия                  | Изображение | Город | Дата | Комментарий |
| -------------------- | ------------------------ | ----------- | ----- | ---- | ----------- |
| Преображенский собор | Пярну-Сааремская епархия |             | Пярну |      |             |
| Успенский собор      | Тартуская епархия        |             | Тарту | 1783 |             |

## Эстонская евангелическо-лютеранская церковь
| Собор                  | Епархия | Изображение | Город  | Дата | Комментарий                 |
| ---------------------- | ------- | ----------- | ------ | ---- | --------------------------- |
| Домский собор (Таллин) |         |             | Таллин | 1240 | До 1561 года — католический |

## Римско-католическая церковь
| Собор                      | Диоцез                              | Изображение | Город  | Дата      | Комментарий |
| -------------------------- | ----------------------------------- | ----------- | ------ | --------- | ----------- |
| Собор Святых Петра и Павла | Апостольская администратура Эстонии |             | Таллин | 1841—1845 |             |
| Домский собор (Тарту)      |                                     |             | Тарту  |           | разрушен    |